# Poltys turritus
Poltys turritus là một loài nhện trong họ Araneidae.
Loài này thuộc chi Poltys. Poltys turritus được Tord Tamerlan Teodor Thorell miêu tả năm 1898.